# Frère Jacques
"Frère Jacques" (pronúncia: frɛrə ˈʒɑːkə) é uma cantiga de ninar francesa.

## Letra

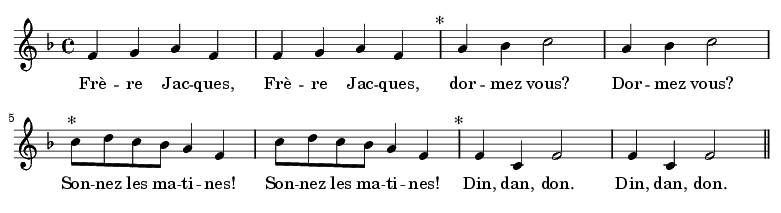
Partitura com a letra Frère Jacques

A versão original em francês da canção é a seguinte:

Frère Jacques, frère Jacques,

Dormez-vous? Dormez-vous?

Sonnez les matines! Sonnez les matines!

Din, dan, don. Din, dan, don.

Duas versões conhecidas da canção em português são:
| Irmão Jorge, irmão Jorge, dormes tu, dormes tu? Já soam os sinos, Já soam os sinos, Ding dang dong, ding dang dong. | Frei Martinho, frei Martinho Já dormiu? Já dormiu? O sininho toca! O sininho toca! Din Din Don! Din Din Don! | Ainda dorme, Ainda dorme Frei João?, Frei João? Vá tocar o sino!, Vá tocar o sino! Dlin Dlin Dlão! Dlin Dlin Dlão! |

Observação: A versão mais aceita segundo a tradução fiel de francês para português seria:
| Irmão Jacques, Irmão Jacques ou Frei Jaques, Frei Jacques >> (em português Frei ou irmão podem ser usados, já o nome Jacques poderia ser alterado para Tiago, o equivalente em português para Jacques, ou poderia ser mantida a forma original em francês) Dormez-vous? Dormez-vous? dormes tu, dormes tu? ou Está dormindo?, Está dormindo? Sonnez les matines! Sonnez les matines! Toque os sininhos, toque os sinhos ou Vá tocar os sinos, Vá tocar os sinos Ding dang dong, ding dang dong. |

A maior parte das traduções, principalmente de francês para inglês e francês para português, está incorreta, observe que na canção o cantor está conversando com Frei Jacques, pergunta-o se ainda está dormindo e em seguida pede: "vá tocar os sinos", sinos estes que chamam para as orações da manhã, daí "sonnez" vá tocar na forma imperativa em francês, "les matines" as orações matinais, daí toque os sinos para as orações matinais.

## Versões
A canção Frère Jacques possui várias versões em outros idiomas. Em inglês, a canção é geralmente traduzida como Brother John (Irmão Tiago), mantendo o tema original.

### "Os Dedinhos"
Os Dedinhos é uma canção da cantora e apresentadora Eliana, o primeiro single lançado em sua carreira no primeiro álbum de estúdio, que leva o mesmo nome da canção. Escrito pela própria apresentadora, utilizando a melodia de Frère Jacques, ele se tornou um hit na década de 90, sendo lançado em 1993. A canção repete os nomes e funções de cada dedo. No ano de 1999 a música "Os Dedinhos" foi relançada com uma nova roupagem para o álbum Primavera. Em 2008, ganhou uma versão remix pelo DJ Johnny Luxo, e mais tarde uma versão pela Galinha Pintadinha.

#### Background
Quando Eliana ainda fazia parte do extinto grupo musical Banana Split, ela foi convidada por Silvio Santos durante o programa Qual é a Música para apresentar uma atração direcionada ao público infantil, "Baixinha, quer virar apresentadora de TV?" disse ele. Em 1991, ela fez sua estreia no programa Festolândia, onde contava histórias para crianças. Vendo a oportunidade na televisão, Eliana abandonou sua faculdade de psicologia para se dedicar exclusivamente ao programa para crianças. Este primeiro programa de Eliana é muito esquecido pelo público por ter durado apenas um ano. Com um cenário de um castelo marrom e com crianças brincando ao redor, Eliana apresentou suas primeiras canções. Como ele foi feito para ser temporário, com um ano no ar, Silvio Santos cancelou a atração, para o desespero da apresentadora, que tentou conseguir uma nova atração, já que havia se identificado com o público.
Em 1992, o dono da emissora paulista deu a Eliana um cenário virtual (composto por papéis de carta pessoais da apresentadora), onde Eliana, sentada em uma cadeira, apresentava as atrações de seu novo programa, o Sessão Desenho, que foi apresentado no passado pela Vovó Mafalda. Como Eliana apresentava o programa sentada, ela começou a desenvolver habilidades com os dedos, surgindo então a canção "Os Dedinhos", escrita pela própria apresentadora, que deu rapidamente o nome de "Eliana dos Dedinhos" para ela. Logo depois, um single promocional pela Fanta foi lançado no ano seguinte, antes do lançamento do primeiro disco de Eliana. Rapidamente, seu primeiro single se tornou um hit naquele ano, sendo considerado um grande sucesso e provavelmente o seu maior sucesso musical.

#### Composição
"Os Dedinhos" é uma canção de Pop, com duração de 2:03 minutos, escrita pela própria apresentadora Eliana. Enquanto Eliana apresentava o extinto programa Sessão Desenho, ela não podia mexer todo o seu corpo, devido ao fato de que apresentava sentada. Como não havia balé em seu programa, Eliana começou a desenvolver habilidades com os dedos e então escreveu a canção, com a melodia de Frère Jacques, usando as mãos como uma forma de dança, já que não podia se movimentar. Como Eliana cursava a faculdade de psicologia, ela usou a canção de forma educativa, ensinando as crianças o nome de cada dedo e suas funções.
| “ | Polegares polegares, Onde estão aqui estão, Eles se saúdam eles se saúdam e se vão e se vão. | ” |

#### Videoclipe
Eliana chegou a gravar o videoclipe da música. No clipe, ela cantava e se divertia com as crianças nos brinquedos do parque temático Fantasy Place no Shopping Market Place, da Vila Cordeiro, zona oeste de São Paulo.
A ex- apresentadora e cantora infantil apresentou o videclipe no seu programa infantil Eliana & Cia, no SBT, em 1998.

#### Outras versões
A canção tem ganhado outras versões por diversos cantores e bandas. Em 2008, quando Eliana estava completando 10 anos de Rede Record, em homenagem a Eliana o grupo NX Zero cantou a canção ao vivo junto com outro sucesso da apresentadora, "Pop Pop". No mesmo ano, o DJ Johnny Luxo regravou a canção em uma versão remix para ser apresentada no clube Glória, no bairro da Bela Vista, em São Paulo. Em 2010, a canção foi regravada para a segunda faixa do disco Galinha Pintadinha 2, junto com outras canções que usavam a melódia de Frère Jacques. Em 2011, uma canção muito parecida com essa foi lançada no álbum Record Kids - Vol 2, com o título de "Onde Estão Os Dedinhos".

#### Performances
A canção foi uma das executadas durante o Bloco Happy no carnaval de Salvador durante os anos em que Eliana comandou o bloco.
No dia 25 de outubro de 2015, Eliana participou do Programa Silvio Santos, aonde Silvio perguntou se ainda existia a canção, o que Eliana respondeu dizendo "essa música existiu durante muito tempo, tem 24 anos". Ao perguntar se ela tinha vergonha de cantar a música, ela disse que não, fazendo então uma pequena apresentação da canção.  
Em 22 de novembro de 2015, Eliana dançou a coreografia da canção em um especial de seu aniversário de 42 anos durante o seu programa. 